# 항공우주 제조업체
항공우주 제조업체는 항공기, 항공기 부품, 미사일, 로켓 또는 우주선의 항공기 설계 과정, 구축, 테스트, 판매 및 유지 관리의 다양한 측면에 관여하는 회사 또는 개인을 가리키는 단어이다.

## 설명
항공우주의 분야는 첨단 기술 산업이다. 항공기 산업은 항공기를 제작하고 항공기 정비를 위한 항공기 부품을 제조하여 항공을 지원하는 산업이다. 여기에는 민간 항공 및 군사 항공에 사용되는 항공기 및 부품이 모두 포함된다. 대부분의 항공기 생산은 정부 기관에서 발행한 형식인증서 및 미국 군사규격에 따라 수행된다. 이러한 용어는 "항공 우주 산업"이라는 보다 포괄적인 용어에 크게 포함되었다.

## 같이 보기
- 항공기
- 항공
- 산업